# Polytrichum brachythecium
Polytrichum brachythecium là một loài Rêu trong họ Polytrichaceae. Loài này được (Besch.) Kindb. miêu tả khoa học đầu tiên năm 1889.